# Nicolas Mostaert
Nicolas Mostaert, auch Nicolas d’Arras, Niccolò d’Arras, Niccolò Pippi, Niccolò Pipi, Niccolò Pipa oder Niccolò Fiammingo (* um 1530 in Arras; † zwischen 1601 und dem 1. Oktober 1604 in Rom), war ein Bildhauer flämischer Herkunft in Rom.

## Leben

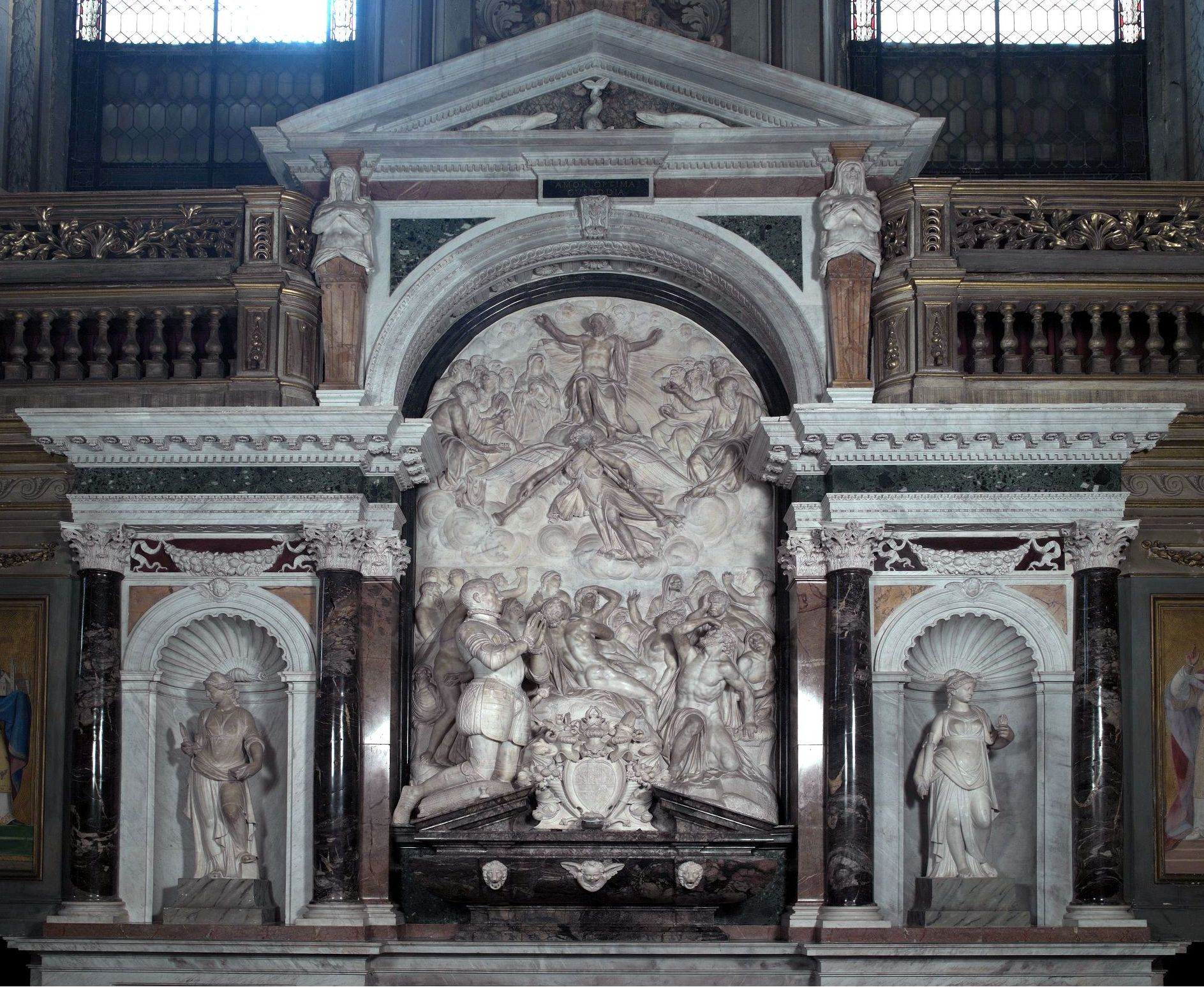
Grabdenkmal des Erbprinzen Karl Friedrich von Jülich-Kleve-Berg, 1577–1579, Santa Maria dell’Anima, Rom

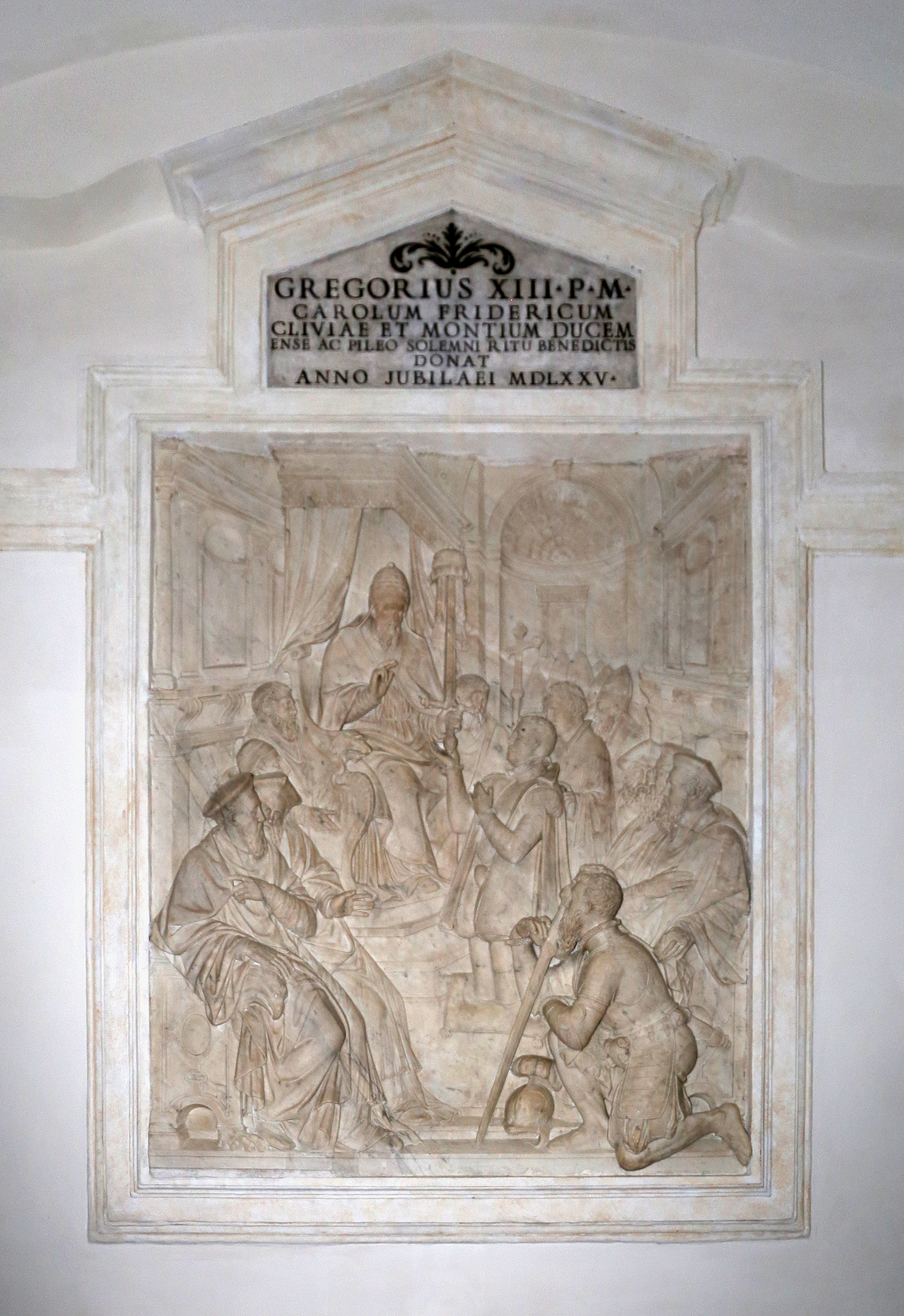
Gregor XIII. überreicht dem Erbprinzen Schwert und Hut, 1577–1579, Santa Maria dell’Anima (Vorhalle)

Mostaert war ein in Rom tätiger Bildhauer des Manierismus. Er war Vater des Bildhauers Carlo Pippi (Carlo Filippo Fiammengo).
Folgende Arbeiten werden ihm zugeschrieben: 
- Melchisedek (Statue), Begegnung Melchisedeks mit Abraham (Marmorrelief) und vermutlich der Reliefengel, San Giovanni in Laterano, um 1598
- Skulpturen am (teilweise demolierten) Grabdenkmal des Erbprinzen Karl Friedrich von Jülich-Kleve-Berg, Santa Maria dell’Anima, 1577–1579 zusammen mit Gillis van den Vliete (von Mostaert stammen vermutlich Porträtfigur, Wappenschild und unterer Teil des Reliefs Das Jüngste Gericht, die zwei Marmorfiguren Glaube und Gottesdienst, jetzt über den Türen der Grabkapelle, und das Relief Gregor XIII. überreicht dem Erbprinzen Schwert und Hut, jetzt in der Vorhalle)
- Epitaph für Egon Graf von Fürstenberg, 1589, Santa Maria dell’Anima
- vermutlich Marmorreliefs am Grabmal Pius’ V. – Krönung Pius’ V. und Verleihung der Generalstandarte an Marco Antonio Colonna – und am Grabmal Sixtus’ V. – Caritas und Justitia – in Santa Maria Maggiore
- vermutlich Grabmal Herzog Wilhelms von Jülich-Kleve-Berg, St. Lambertus, Düsseldorf, zusammen mit Gillis van den Vliete[1]